# محمد جبار حسن
محمد جبار حسن (1957- 5 أغسطس 2016م) هو شاعر عراقي معاصر.

## عن حياتهُ
شاعر وكاتب عراقي ولد عام (1957م) لقب بشاعر الطفولة بسبب اهتامه بكتابة كتب وروايات الأطفال لا يكاد يخلو المنهج العراقي من قصائده وقصصه التي تتعلق بالاطفال كان يلتقي صبيحة يوم الجمعة باصدقائه الادباء والكتاب على اروقة وازقة شارع المتنبي في المركز الثقافي البغدادي كان يشارك الكتاب فعالياتهم اتسم محمد بأنه هادئ الطبع ولطيف وكان لا يسمع صوته الا في محله.. أنشأ علاقات اجتماعية قوية وممتازة بالكثير من الفنانين والرياضيين.. كانت اسرته صاحبة ثقافة متعددة كان يعشق القراءة والمطالعة حتى كتب أول قصيدة وهو في المرحلة المتوسطة فتفاجأ برد معلم اللغة العربية له وقوله بان قصيدته تناسبت مع القافية ومن هنا كانت بدايته في الادب الذي اختص لاحقا به الا وهو ادب الأطفال وكان الراحل لايغيب عن المهرجانات الموسيقية والغنائية والثقافية التي تقيمها دوائر وتشكيلات وزارة الثقافة العراقية وكان يكتب القصيدة الغنائية التي تتغنى بالطفل والطفولة وكان الراحل لايغيب ابدا عن اروقة وازقة شارع المتنبي فكان يحضر صباح كل يوم جمعة يلتقي زملاءه واصدقاءه ويشاركهم فعالياتهم التي تقام في المركز الثقافي البغدادي واروقة القشلة

## سبب دخوله لمجال روايات وقصائد عالم الأطفال
- في حديثه عن تجربته قال: كنت طالباً في مرحلة الاعدادية حين اخذت نصوصي تلحن وتغنى مما منحني المزيد من الاندفاع والتواصل، حتى كتبت العشرات من الاغنيات غناها مطربون بينهم: كاظم الساهر ومهند محسن وأمل خضير وماجد المهندس وليث البغدادي وعامر توفيق.ولم أكن وقتها افكر في دخول عالم الطفل وأعطيه أهتماماً برغم اني كتبت بعض الاغنيات للاطفال، لكن زميل لي سمعني أقرأ قصيدة للاطفال، فاصر ان اكتبها له. وحين تم ذلك وجدتها بعد اسبوعين منشورة على صفحات مجلة (مجلتي).وقد اشاد بها كثيراً  مدير عام دار ثقافة الأطفال آنذاك الشاعر عبد الرزاق عبد الواحد، وطلب مقابلتي، فشجعني على التواصل، ومنها تخصصت في هذا المجال الذي يعد من أصعب الفنون، ويحتاج إلى اثبات جدارة فليس بوسع أي شخص الولوج إلى هذا العالم من دون ان يكون متسلحاً بمؤهلات الوعي والمخيلة وفهم كيفية التعامل مع مخلوق حساس، بمعنى ان المسؤولية تقتضي قراءة مستقبل الطفل مبكراً. وهو مشروع انساني وطني مهم يتطلب الإخلاص والأمانة

## انجازاته
حائز على جائزة الابداع في العراق لأكثر من ثلاث مرات في مجال ادب الأطفال، وفاز بالجائزة الأولى لمسابقة أغنية الطفل لعام 2005م، كما وحصد جائزة الدولة لأدب الأطفال في دولة قطر لعام 2008 في مجال نصوص اغاني الأطفال وهي أهم جائزة عربية. ومثل العراق في مهرجان الاغنية العربية للاطفال في الاردن عام 2002 وكذلك في مهرجان الاغنية العربية للكبار في لبنان عام 1999 وكذلك في مصر عام 2002.

## بعض من اعمالهُ
- أول كتاب صدر له عن دار ثقافة الأطفال بعنوان (الفراشات الهاربة) برسوم الفنانة حنان شفيق الكمالي تضمن قصائد تحدث عن المحبة وبراءة الطفولة التي تحاول الهرب من اجواء ملغومة بالخوف والرعب وفوبيا الحروب إلى بساتين الزهور الملونة العطرة لتمرح مع أنواع الطيور على اغصان الاشجار المختلفة.
- ثم مجموعة (أحلام والعصفور) وقد تحدثت عن أحلام وأماني الأطفال بمستقبل جميل يتطلعون اليه.
- بعدها مجموعة (نتسلى مع الاشجار) وقد تضمنت موضوعات علمية عن أنواع الاشجار وفوائدها وصفاتها.

## الوفاة
توفي في عام 2016 في بغداد بتاريخ 5 أغسطس اثر صراعه مع المرض لشهور طويلة.

## دورهُ في المنهج العراقي
تدرّس قصائده في المناهج الدراسية العراقية لعدد من صفوف المرحلة الابتدائية، للصفوف الثالثة والرابعة والخامسة والسادسة مثل قصيدة انا انسان وقصيدة نرجسة، وهو واحد من مؤلفي دليل المعلم للنشيد المدرسي في (العراق)

## وصلات خارجية
- الشاعر محمد جبار حسن: أدب الأطفال عراقياً له بصمة مميزة على الصعيد الدولي